# 张显清
张显清（1929年5月—），上海人，中国社会科学院考古研究所研究员、中国社会科学院荣誉学部委员、中国明史学会名誉会长。1952年7月毕业于燕京大学历史系。